# 南白石遗址
南白石遗址位于中国山西省运城市闻喜县后宫乡南白石村西。

## 保护
2021年8月4日，南白石遗址公布为第六批山西省文物保护单位，古遗址类，年代为新石器时代、周，编号6-28。	